# Coronel Marcelino Maridueña kanton
Coronel Marcelino Maridueña kanton Ecuador csendes-óceáni partvidékén található, Guayas tartomány keletii, középső részén. Közigazgatási központja Coronel Marcelino Maridueña. A kanton népessége a 2001-es népszámlálás adatai alapján 11 054 fő volt.

## Fordítás
Ez a szócikk részben vagy egészben  a   Coronel Marcelino Maridueña Canton című angol Wikipédia-szócikk ezen változatának fordításán alapul.  Az eredeti cikk szerkesztőit annak laptörténete sorolja fel. Ez a jelzés csupán a megfogalmazás eredetét és a szerzői jogokat jelzi, nem szolgál a cikkben szereplő információk forrásmegjelöléseként.